# Weltsystem-Theorie

Das Zentrum-Peripherie-Modell: Länder im Zentrum des Welthandels (blau), Länder der Peripherie (rot) und Länder der Semi-Peripherie (gelb) nach Christopher Chase-Dunn, Yukio Kawano und Benjamin Brewer, Trade Globalization since 1795 (2000)

Die Weltsystem-Theorie ist eine Entwicklungstheorie, die die Beziehungen zwischen Gesellschaften und die daraus resultierenden Veränderungen untersucht. Sie steht damit im bewussten Gegensatz zu früheren soziologischen Theorien, die Modelle des sozialen Wandels bieten, die auf die Ebene einzelner Gesellschaften beschränkt sind. Sie wurde ursprünglich von André Gunder Frank, Immanuel Wallerstein, Samir Amin und seinen Kollegen als Antwort auf neue Entwicklungen in der kapitalistischen Weltwirtschaft während der 1970er Jahre entwickelt und basiert auf zwei intellektuellen Quellen, nämlich der neomarxistischen Literatur über Entwicklung sowie der französischen Annales-Schule. Wichtige weitere Vertreter sind Giovanni Arrighi und Beverly Silver.
Wallerstein, der den Begriff Analyse gegenüber der allgemeinen Zuordnung Theorie bevorzugt, beschreibt die Weltsystem-Theorie in seinem Werk World-System Analysis (1987) als „Protest gegen die Art, in der sozialwissenschaftliche Forschung für uns alle in ihren Anfängen Mitte des 19. Jahrhunderts strukturiert ist“. Mit dem Versuch (1974, 1980), die Gesetze der weltweiten kapitalistischen Entwicklung und Unterentwicklung mithilfe der Betrachtung der Geschichte der Neuzeit unter gesellschaftswissenschaftlicher Perspektive zu rekonstruieren, löste Wallerstein auch in Deutschland Ende der 1970er Jahre die Debatte zu den Strukturen der Weltökonomie und ihren sozialen Bewegungen aus. Allgemein erlangte die Weltsystem-Theorie große Aufmerksamkeit.
Wallerstein kritisierte zudem das vorherrschende Konzept der Dependenztheorie und stellt fest, dass die Welt viel zu kompliziert sei, um in einem bimodalen System klassifiziert zu werden, das nur Zentren und Peripherie umfasst. Vor diesem Hintergrund entstand einer der wichtigsten Bestandteile der Weltsystem-Theorie: der Glaube an die Semi-Peripherie, die für ein dreiteiliges Modell sorgt. Parallel zu Wallerstein arbeiten auch André Gunder Frank und Samir Amin an der Thematik der kapitalistischen Akkumulation im Weltmaßstab und trugen zu Anregungen der Dependenztheorie bei.

## Geschichte
Immanuel Wallerstein zeichnet in seinen vier Bänden „The Modern World System“ nach, wie die kapitalistische Weltwirtschaft durch die Geschichte hindurch entstanden sei. Will man soziale Phänomene untersuchen, gelte es, zuallererst diese in den historischen Kontext einzubetten: „one cannot analyze social phenomena unless one bounds them in space and time.“ (Wallerstein 1974: 245)
Nachdem es den Habsburgern im 16. Jahrhundert misslang, ein Weltreich zu errichten, entstand hiernach – laut Wallerstein – das Zentrum der europäischen Weltwirtschaft, wobei hierzu vor allem die Niederlande und England gezählt werden konnten. Zu dieser Zeit sei beim Adel eine Abkehr von der Subsistenzwirtschaft hin zur gewinnorientierten Nutzung der bewirtschafteten Ländereien zu verzeichnen gewesen. In diesem Anfangsstadium habe es noch Länder gegeben, welche sich außerhalb der kapitalistischen Weltwirtschaft bewegten, wie Russland.
Mit dem aufkommenden Imperialismus entsteht zuerst in England im letzten Drittel des 18. Jahrhunderts der Industriekapitalismus und breitet sich hiernach weltweit aus. Mit dessen globalen Siegeszug gebe es laut Wallerstein außer der kapitalistischen Weltwirtschaft bis hin zum 19. Jahrhundert keine anderen Weltsysteme mehr. Es komme in den Zentrumsgesellschaften zwangsläufig zur Krise: Zwar gelangten die Gesellschaften mit voranschreitender Industrialisierung zu Prosperität und damit einhergehendem Wohlstand, doch würden die Arbeiter immer mehr zur reinen Produktionskraft degradiert und ausgebeutet, weshalb es zu Krisensituationen komme.
Am Anfang des 20. Jahrhunderts spaltet sich nach Wallerstein die Welt in zwei sich feindselig gegenüberstehende Lager, ein sowjetisch-sozialistisches und ein westlich-kapitalistisches. In den kapitalistischen Zentrums- bzw. Kernländern habe die Sozialdemokratie Wohlfahrtsstaaten errichtet, womit der angedeuteten Krise der Arbeitschaft Einhalt habe geboten werden sollen. Die Vereinigten Staaten von Amerika lösten das Vereinigte Königreich als Hegemonialmacht ab. Diese Stellung hätten die USA unbestritten bis in die späten 1960er Jahre halten können. Danach seien durch das wirtschaftliche Erstarken Westeuropas und die stark gestiegenen Rüstungsausgaben Amerikas erste Abnutzungserscheinungen festzustellen.

## Weltsystem
Wallerstein geht davon aus, dass schon im Spätmittelalter jenes soziale System entstanden ist, welches sich ab dem 16. Jahrhundert zu einer kapitalistischen Weltwirtschaft entwickelte. Bis dahin typische Produktionsweisen in Europa wandelten sich zum „Modernen Weltsystem“ der kapitalistischen Weltökonomie. Seither verbreitet sich die kapitalistische Weltökonomie auf der ganzen Welt. Nach Wallersteins Verständnis sind zyklisch auftretende Aufschwungs- und Schrumpfungsphasen für die kapitalistische Weltökonomie charakteristisch.

## Welthierarchie
Wallerstein unterscheidet insgesamt drei Schichten des Weltsystems, wobei jede dieser Schichten spezifische ökonomische Strukturen aufweist. Durch diese Unterscheidung wird eine hierarchische Ordnung der Weltgesellschaft aufgezeigt. Diese Einordnung in eine der drei Schichten ist keineswegs starr, sondern jedem Land ist es prinzipiell möglich auf- bzw. abzusteigen.

### Kern / Zentrum
Die Territorien der Weltwirtschaft, die als Kern („core“) oder Zentrum klassifiziert werden können, zeichnen sich durch eine hohe Produktivität aus, somit kommt es hier zum Wohlstand. Dieser Wohlstand führt zu einer Reihe relativ starker Staaten, da hierdurch ein konfliktloses Agieren der Staaten auf internationaler Ebene garantiert werde. In den Zentren kommt es überdies zu „zyklischen Rhythmen“, die durch Wachstums- und Rezessionsphasen geprägt sind und für Wallerstein einen Hinweis auf die kapitalistische Orientierung der Zentren darstellen.

### Semi-Peripherie
Die Staaten, welche der Semi-Peripherie zugerechnet werden können, sind laut Wallerstein größtenteils als autoritär einzustufen, was als ein Indikator für die Schwäche ihres politischen Gerüsts angesehen werden kann. Sie werden von den Zentren über ungleiche Produktionsverhältnisse ausgebeutet. Die Produktionsverhältnisse in den Semi-Peripherien (etwa hoher Anteil verarbeitender Industrie und Lohnsklaven) sind so gestaltet, weil sie in den Zentren nicht mehr rentabel oder unmöglich geworden sind und daher ausgelagert werden. Die autoritären staatlichen Strukturen ergeben sich, weil die Zentren zu ihrem eigenen Vorteil so die sozialen Standards wie Arbeitsbedingungen und Entlohnung dadurch möglichst niedrig halten können. Letztlich soll die semi-periphere Zone verhindern, dass die Polarisierung zwischen Zentrum und Peripherie zu einer Gefährdung des ganzen Systems führt. Somit kommt der Semi-Peripherie die Funktion der politischen Stabilisierung zu.

### Peripherie
Die Peripherie zeichnet sich durch die Bereitstellung von Ressourcen und die Produktion von Primärgütern für die Semi-Peripherien und Zentren aus, wobei diese Produktion auf verhältnismäßig niedrigem Niveau stattfindet: „The periphery of a world-economy is that geographical sector of it wherein production is primarily of lower ranking goods“ (Wallerstein 1974: 302). Im Gegensatz zu Zentrumsstaaten sind diese Staaten schwach, da durch fehlenden Wohlstand interne Konflikte zu Tage treten, die den Staat von innen her destabilisieren. Diese internen Konflikte resultieren laut Wallerstein auch daraus, dass die Regierungen und Eliten dieser Staaten ausschließlich im Interesse der Eliten der Zentren agieren und nicht im Interesse der eigenen Bevölkerung.

### Beziehung zwischen den Schichten
Es besteht eine enge Verbindung zwischen den drei unterschiedenen Schichten, welche sich in einer bestehenden Arbeitsteilung Ausdruck verschafft. Das Zentrum, das hochwertige Güter herzustellen im Stande ist, ist auf die Rohstoffe und Arbeitskraft der Peripherie angewiesen. Dem Zentrum gelingt es, aus dem ungleichen Tausch mit der Peripherie Mehrwert zu schöpfen, was sich durch Wohlstand und Luxus manifestiert. Wie angedeutet ermöglicht die Semi-Peripherie als Zwischenschicht das Fortbestehen des Systems auf möglichst konfliktarme Weise, indem es eine Art Puffer-Funktion einnimmt und dem gesamten System auf stabilisierende Weise hilft.
Es gibt auch andere Möglichkeiten, ein spezifisches Land dem Zentrum, der Semi-Peripherie oder der Peripherie zuzuordnen. Mit einer empirisch basierten streng formalen Definition der Dominanz in einer Beziehung zweier Länder definierte Piana 2004 das Zentrum als bestehend aus „freien Ländern“, die andere dominieren, ohne dominiert zu werden, während sich die beherrschten Länder in der Peripherie befinden und in der Semi-Peripherie die Länder anzusiedeln sind, die dominiert werden (üblicherweise – aber nicht zwingend – von Zentrums-Ländern) und gleichzeitig andere Länder dominieren (meistens die der Peripherie).

## Zentrale Institutionen
Für Wallerstein ist das heutige Weltsystem ein marktförmig organisiertes Weltwirtschaftssystem. Andere Systeme sind Minisysteme, die auf reziproken Tauschbeziehungen basieren, oder Imperien, die sich durch Umverteilung der Ressourcen am Leben halten. Grund für die Entwicklung und die Funktionalität dieses Weltwirtschaftssystems sind laut Wallerstein einige zentrale Institutionen. Diese sind der Markt, Firmen, Haushalte, Staaten, Klassen und Statusgruppen.

## Entwicklungen
Wallersteins Betrachtung der Geschichte der Neuzeit unter gesellschaftswissenschaftlicher Perspektive übernahm Janet Abu-Lughod und erweiterte die Theorie bis zum Zeitalter der mongolischen Herrschaft im 13. Jahrhundert. Archäologisch wurde das Weltsystem sogar auf die späte Kupfersteinzeit und frühe Bronzezeit erweitert, in der Uruk ein Gebiet von Ägypten bis zum Indus beherrschte.

## Kritik
Kritiker der Weltsystem-Theorie werfen Wallerstein vor allem einen ökonomischen Determinismus vor. Er führe in seiner Theorie alle Begebenheiten und Entwicklungen in den internationalen Beziehungen auf reine ökonomische Interessen zurück. Dadurch würde er sozialen Akteuren, Staaten und auch internationalen Organisationen faktisch keinen Handlungsspielraum einräumen. Lediglich in der Krise des kapitalistischen Weltsystems könnten diese Akteure für Wallerstein eine Rolle spielen.
Zudem kritisieren Historiker die von Wallerstein angegebenen Ursachen für die Entstehung sowie die historische Abgrenzung und Lokalisierung der Ursprünge des Weltsystems oder die Tatsache, dass von nur einem System ausgegangen wird. Ein Argument ist, dass die Ausbeutung des globalen Südens durch die Kolonisation nicht zwangsläufig zur Etablierung des Kapitalismus im Europa des beginnenden 16. Jahrhunderts führte, wie Wallerstein behauptet, da der Kapitalismus nicht in den Gesellschaften der damaligen Kolonialmächte Spanien und Portugal, sondern in England aufkam, somit auch nicht „exportiert“ wurde. Dabei wird jedoch ignoriert, dass die Ursprungsländer des Kapitalismus, nämlich die Niederlande und England, ebenfalls Kolonialmächte waren.

### Primärliteratur
- Wallerstein, Immanuel: The Modern World-System I. New York u. a. 1974.
  - Wallerstein, Immanuel: Das moderne Weltsystem. Die Anfänge kapitalistischer Landwirtschaft und die europäische Weltökonomie im 16. Jahrhundert, übersetzt von Angelika Schweikhart, Syndikat, Frankfurt am Main/Promedia, Wien, 1986, ISBN 3-85371-142-1.
- Wallerstein, Immanuel: The Capitalist World-Economy. Cambridge 1979.
- Wallerstein, Immanuel: The Modern World-System II. New York u. a. 1980.
  - Wallerstein, Immanuel: Das moderne Weltsystem II. Der Merkantilismus: Europa zwischen 1600 und 1750, übersetzt von Gerald Hödl, Promedia, Wien, 1998, ISBN 3-85371-138-3.
- Wallerstein, Immanuel: The Modern World-System III. New York u. a. 1989.
  - Wallerstein, Immanuel: Das moderne Weltsystem III. Die große Expansion: Die Konsolidierung der Weltwirtschaft im langen 18. Jahrhundert, übersetzt von David Mayer, Promedia, Wien, 2004, ISBN 3-85371-223-1.
- Wallerstein, Immanuel: The Modern World-System IV. University of California Press 2011.
  - Wallerstein, Immanuel: Das moderne Weltsystem IV. Der Siegeszug des Liberalismus (1789–1914), übersetzt von Gregor Kneussel. Promedia, Wien, 2012, ISBN 3-85371-347-5.
- Wallerstein, Immanuel: The Essential Wallerstein. New York 2000.
- Wallerstein, Immanuel: World-Systems Analysis: An Introduction. Durham 2004.
  - Wallerstein, Immanuel: Welt – System – Analyse: Eine Einführung. (Neue Bibliothek der Sozialwissenschaften; herausgegeben und übersetzt von Felix Merz, Julien Bucher und Sylke Nissen), Springer VS, Wiesbaden, 2018, ISBN 978-3-658-21961-1.

### Sekundärliteratur
- Hans-Heinrich Nolte: Die eine Welt. Abriß der Geschichte des Internationalen Systems (1982). 2. Auflage, Fackelträger-Verlag, Hannover 1993.
- Andrea Komlosy: Globalgeschichte: Methoden und Theorien.  UTB 3564, Böhlau Verlag, Wien Köln Weimar 2011, Kapitel 8, S. 188–211.
- Andreas Nölke: Weltsystemtheorie. In: M. Spindler und S. Schieder (Hrsg.): Theorien der Internationalen Beziehungen. Opladen, 2. Auflage 2006, S. 325–351.
- Walter R. Godfrank: Paradigm Regained? The Rules of Wallerstein’s World-System Method. In: Journal of World-Systems Research. 6: 2, S. 150–195. Hier abrufbar.
- Encyclopedia of social theory, Vol. II. Sage Publications, S. 875–891.
- Peter Imbusch: Das moderne Weltsystem: Eine Kritik der Weltsystemtheorie Immanuel Wallersteins. Verlag Arbeit und Gesellschaft, Marburg 1990.
- Jochen Blaschke (Hrsg.): Perspektiven des Weltsystems – Materialien zu Immanuel Wallerstein „Das moderne Weltsystem“. Campus Verlag, Frankfurt am Main, New York, 1983.
- André Gunder Frank: ReOrient. Globalwirtschaft im Asiatischen Zeitalter. ProMedia, Wien 2016, ISBN 978-3-85371-404-1.
- Roland Robertson: Globalization: Social Theory and Global Culture. SAGE, London 1992.